# Црногорски лиснати сир
Црногорски лиснати сир или Колашински лиснати сир представља посебну врсту домаћег сира која се производи само на територији општине Колашин. Тај сир се користи за припрему многих јела у колашинском округу. Колашински сир је седми на листи заштићених производа у Црној Гори. Вештина израде лиснатог сира уврштена је у регистар нематеријалног културног наслеђа Црне Горе.

## О лиснатом сиру
Колашински лиснати сир се производи на више од 100 пољопривредних газдинстава у колашинском округу, у општини Колашин и Мојковац.  Годишња производња овог сира на тржишту је 2000 тона. На квалитет овог сира утиче географско подручје, клима, природа, биљна флора, јер је то битно за квалитет млека, а самим тим и сира. Такође важну улугу у производњи сира имају и домаћице које га праве, јер оне морају да знају тачно да одреде киселост млека и температуру до које треба да се загреје млеко. Текстура и укус лиснатог сира је  слична моцарели, благо је посољен и киселкаст. Овај сир се користи за припрему националних јела као што је качамак, попара, цицвара. Танки листићи се добијају честим пресавијањем.

## Израда лиснатог сира
Млеко од вечерње муже се загреје на температуру од 45 степени, а затим се остави да одстоји до јутра. Затим се ујутру скида кајмак са тог млека које се од претходне ноћи охладило, и додаје се то млеко, млеку добијено јутарњом мужом. Однос старог и новог млека је  40% према 60%, затим се додаје још до 5% воде. Та мешавина млека од вечерње и јутарње муже је веома специфична. Затим се млеко загреје, дода се сирило, након 30 минута се формира сирни угрушак, тај сирни угрушак се  пресује па пресавија на сваких 15 минута, отприлике 20 до 30 пута, како би се омогућило одвајање сурутке. Након тога се сир остави да одстоји два до три сата. Сир се продаје у ролнама.